# Богуслав Радошевський
Богуслав Радошевський герб Окша (пол. Bogusław Radoszewski; близько 1577, Семковиці, Річ Посполита — 1638, Янов, Річ Посполита) — польський релігійний діяч, київський і луцький католицький єпископ.

## Життєпис
Син Єжи та Марії Могильницьких, брат Марека Радошевського (пом. 1641), посла та велюньського каштеляна.
Закінчивши єзуїтський колегіум у Каліші, навчався у Франкфурті-на-Одері та в Падуанському університеті.
Висвячений на священника у Кракові (1607).
При королівському дворі Радошевський став секретарем Сигізмунда III Вази, був каноніком у Каліші. Отримавши свою релігійну професію, став настоятелем бенедиктинського абатства Лиса Гора.
Наприкінці 1618 року король Сигізмунд III Ваза призначив його київським латинським єпископом. 17 червня 1619 року папа Павло V преконізував його київським єпископом-ординарієм з можливістю обіймати дві посади, а також зі звільненням від зазвичай обов'язкової наявності в номінанта докторського ступеня. За його сприяння завершили спорудження латинської катедри в Києві.
Купивши землю в пані Ковалькової-Вежбник, а також отримавши привілей на місцеположення (від 16 січня 1624) від короля Сигізмунда III Вази, заклав місто Вежбник.
Як посол від Київського воєводства проголосував за обрання королем Польщі Владислава IV Вази в 1632 році.
6 червня 1633 року став луцьким латинським єпископом.
Похований у криптах Санктуарію Святого Хреста.